# Estádio Municipal de Luis Correia
Estádio Municipal de Luis Correia – stadion piłkarski, w Luís Correia, Piauí, Brazylia, na którym swoje mecze rozgrywa klub Luís Correia Esporte Clube.